# Justin Abdou
Justin Abdou (ur. 18 stycznia 1971) – kanadyjski zapaśnik w stylu wolnym. Olimpijczyk z Sydney 2000, gdzie zajął jedenaste miejsce w kategorii 85 kg.
Trzykrotny uczestnik mistrzostw świata, ósmy w 1994. Czwarty w Pucharze Świata w 1994 i 1995; piąty w 1997; szósty w 1999. Trzy medale na mistrzostwach panamerykańskich, srebro w 1990. Zwyciężył na Igrzyskach Wspólnoty Narodów w 1994 roku.